# Challenger de Gatineau
El Challenger de Gatineau es un torneo profesional de tenis. Pertenece al ATP Challenger Series. Se juega desde el año 2016 sobre pistas dura, en Gatineau, Canadá.

## Palmarés

### Individuales
| Año  | Campeón          | Finalista      | Resultado      |
| ---- | ---------------- | -------------- | -------------- |
| 2016 | Peter Polansky   | Vincent Millot | 3–6, 6–4, ret. |
| 2017 | Denis Shapovalov | Peter Polansky | 6–1, 3–6, 6–3  |

### Dobles
| Año  | Campeones                      | Finalistas                        | Resultado |
| ---- | ------------------------------ | --------------------------------- | --------- |
| 2016 | Tristan Lamasine Franko Škugor | Jarryd Chaplin John-Patrick Smith | 6–3, 6–1  |
| 2017 | Bradley Klahn Jackson Withrow  | Hans Hach Verdugo Vincent Millot  | 6–2, 6–3  |